# Пелгусий
Пелгусий (имя в крещении Филипп) — старейшина небольшого финно-угорского племени ижора около 1240 года. Соратник Александра Невского.

## Биография
Был крещён. В летописях, однако, фигурировал под своим языческим именем Пелгусий.
Ижорцы участвовали в обороне Новгородского края в качестве «береговой стражи». В один из июльских дней, на рассвете, будучи в дозоре на берегу Финского залива, Пелгусий заметил шведские воинские корабли, шедшие Невой к устью Ижоры, где шведы, по всей видимости, решили сделать остановку. После этого Пелгусий спешно прибыл в Новгород, где сообщил князю о грозящей опасности. Остальные ижорцы в это время продолжали вести активную разведку. Позже они под руководством своего старейшины участвовали в Невской битве.